# Yákov Smushkévich
Yákov Vladímirovich Smushkévich (lituano: Jakovas Smuškevičius, ruso: Яков Владимирович Смушкевич, también Яков Вульфович Смушкевич;Rokiškis, 1 de abriljul./ 14 de abril de 1902greg. – Kuibishev, 28 de octubre de 1941) fue comandante en jefe de las Fuerzas Aéreas Soviéticas entre 1939 y 1940 y el primer militar de origen judío en ser galardonado con el título de Héroe de la Unión Soviética. Detenido poco antes del comienzo de la Operación Barbarroja bajo la falsa acusación de formar parte de una conspiración antisoviética, fue la única persona en recibir en dos ocasiones el título de Héroe de la Unión Soviética y ser ejecutado. Sus cargos fueron anulados póstumamente y fue rehabilitado en 1954. 
Participó en la Guerra civil española, donde fue conocido como General Douglas. Por sus servicios en España recibió el título de Héroe de la Unión Soviética. Estuvo a cargo de la aviación del 1.º Cuerpo de Ejército en la Batalla de Jaljin Gol, recibiendo de nuevo el título de Héroe de la Unión Soviética. Fue el comandante de las Fuerzas Aéreas Soviéticas entre 1939 y 1940, y segundo jefe del Estado Mayor entre 1940 y 1941. Fue detenido en junio de 1941 y ejecutado sin juicio por orden personal de Lavrenti Beria el 28 de octubre de 1941 en Kúibyshev.

## Primeros años
Smushkévich nació el 14 de abril de 1902 en una familia judía lituana en Rokiškis, Gobernación de Kaunas, entonces parte del Imperio ruso. Completó sólo tres grados de la escuela primaria antes de que el Zar de Rusia ordenase la deportación y exilio de todos los judíos de las zonas de frente de la Primera Guerra Mundial, por lo que él y el resto de su familia se exiliaron al Óblast de Arcángel en el extremo norte de Rusia. Allí, y a pesar de su joven edad, trabajó en una panadería y un muelle hasta que se le permitió regresar a Lituania con su familia en 1917. En 1918 ingresó en el Ejército Rojo y combatió en el 1.º Batallón Comunista de Minsk. En 1919 el batallón fue situado en el frente occidental para luchar en la Guerra polaco-soviética. Mientras ejercía como comisario del batallón fue herido durante una batalla en Bielorrusia y capturado. Fue encarcelado en Baránavichi y Vilnius hasta que se evadió en la primavera de 1920, tras lo cual fue nombrado instructor político del 144.º Regimiento de Fusileros.
Entre 1921 y 1922 fue jefe de la Cheka en el condado de Klintsy, actualmente parte de la región de Briansk. Su unidad policial participó en operaciones en el Óblast de Gomel, y en marzo de 1922 fue trasladado al 3.º Regimiento de Infantería. Allí sirvió como segundo comisario hasta septiembre, cuando fue nombrado organizador del Partido Comunista en el 4.º Escuadrón Separado de Aviación de Combate en Minsk. Desde agosto de 1923 hasta febrero de 1926 fue el instructor político del escuadrón. Como tal cursó estudios en la Universidad Estatal Bielorrusa, pero no completó sus estudios allí debido a que recibió un nuevo puesto antes de poder finalizarlos. Continuó ascendiendo en su carrera militar antes de graduarse en la Academia Militar Frunze en 1930, tras lo que fue nombrado segundo jefe del Departamento Político de la 2.ª Brigada de Aviación.
A finales de 1931 fue nombrado comandante de la 2.ª Brigada Mixta de Aviación, que pronto se convirtió en una unidad modélica de las Fuerzas Armadas Soviéticas y fue alabada por el Gobierno de la RSS de Bielorrusia. En 1932 participó en un programa de entrenamiento de vuelo en la Escuela de Aviación militar Káchinskoie donde aprendió a pilotar el I-5. Abandonó su puesto de mando de la brigada en 1936 debido al comienzo de la guerra civil española.

## Guerra civil española
Smushkévich llegó a España como parte de un grupo de voluntarios soviéticos en octubre de 1936. Allí trabajó como consejero principal del comandante de las Fuerzas Aéreas de la República Española y vivió bajo el seudónimo de General Douglas. Durante el conflicto alcanzó las 223 horas de vuelo, más de la mitad de ellas con el caza I-5. Fue reprendido por invertir demasiado tiempo en misiones de combate en lugar de dirigir a los españoles como comandante de la defensa aérea de Madrid. En junio de 1937, regresó a la URSS y fue nombrado Héroe de la Unión Soviética. Aquel año fue designado segundo jefe de las Fuerzas Aéreas Soviéticas.

## Accidente del R-10 en Neman
El 30 de abril de 1938, Smushkévich fue gravemente herido mientras pilotaba un vuelo de prácticas con un R-10 en Neman preparando un desfile, al estrellarse debido a un fallo mecánico. El avión era un regalo de Járkov; tras despegar había permanecido en el aire durante menos de un minuto y alcanzado una altitud de no más de cincuenta metros antes de estrellarse. Los equipos de rescate lo encontraron inconsciente y gravemente desfigurado, con quemaduras en su espalda, fracturas múltiples en sus piernas y pies, roturas de fémur y graves heridas. Sus piernas estuvieron a punto de ser amputadas debido a la extensión de las heridas. Tras la operación, quedó con una pierna más corta que la otra y fue incapaz de moverse durante mucho tiempo. Tras permanecer postrado en cama durante varios meses, logró volver a volar de nuevo, pero los problemas con sus piernas gravemente dañadas continuaron molestándolo durante el resto de su vida.

## Batalla de Jaljin Gol
Después de que fuerzas japonesas atacasen a la caballería mongol en el territorio en disputa al este del río Jaljin Gol en mayo de 1939, fue enviado a Mongolia como comandante de la fuerza aérea del 1.º Grupo de Ejércitos. Allí empleó la mayor parte del tiempo en instruir a los pilotos para sus misiones, desplegados con los nuevos cazas I-16 y I-153. Tras regresar a la URSS en septiembre fue de nuevo nombrado Héroe de la Unión Soviética el 17 de noviembre de 1939 por su papel en obtener la superioridad aérea sobre los japoneses.

## Guerra de Invierno
En noviembre de 1939, fue nombrado comandante en jefe de las Fuerzas Aéreas Soviéticas. Durante la Guerra de Invierno, visitó el frente en múltiples ocasiones y gestionó el desarrollo de un regimiento de aviación formado por pilotos especialmente entrenados para volar en malas condiciones climatológicas. En su informe final al Consejo Militar Central del Ejército Rojo, indicó y criticó diversos fallos de la organización y la instrucción militar soviética.

## Segunda Guerra Mundial y caída
En agosto de 1940, fue designado inspector general de las Fuerzas Aéreas, y Pável Rychagov lo sustituyó como comandante en jefe. Aquél año apoyó la fundación de una nueva academia militar para comandantes de aviación. En diciembre, fue nombrado asistente jefe del Estado Mayor de las Fuerzas Aéreas, donde pasó la mayor parte del tiempo quejándose de la falta de formación que tenían los pilotos para volar con mal tiempo y de la escasez de pilotos capacitados para utilizar nuevos equipos. Aleksandr Golovánov le sugirió que escribiese una carta a Stalin expresándole sus preocupaciones.
Fue detenido a principios de junio de 1941 mientras se encontraba en el hospital, unos días después de haber sido de nuevo operado de sus piernas. Otros muchos generales de las Fuerzas Aéreas fueron también detenidos acusados con pruebas fabricadas sobre su participación en una conspiración antisoviética poco antes del comienzo de la Operación Barbarroja. Mientras estuvo en prisión fue gravemente golpeado antes de ser forzado a permanecer de pie ante su antiguo camarada Pavel Rychagov (quien había sido tan duramente golpeado que había sufrido daños en el oído) en un careo acordado previamente, en el que se suponía que ambos se acusarían mutuamente de toda una gama de delitos. Durante el interrogatorio se profirieron amenazas contra su familia y sus piernas vendadas fueron golpeadas con porras cuando rechazó ofrecer la confesión que deseaban los interrogadores. El 28 de octubre de 1941, fue fusilado sin juicio en Kúibyshev. En 1947, sus honores fueron revocados, pero tras la muerte de Stalin fue rehabilitado el 25 de diciembre de 1954 y el 15 de marzo de 1957 se le restituyeron todos sus títulos.

## Condecoraciones

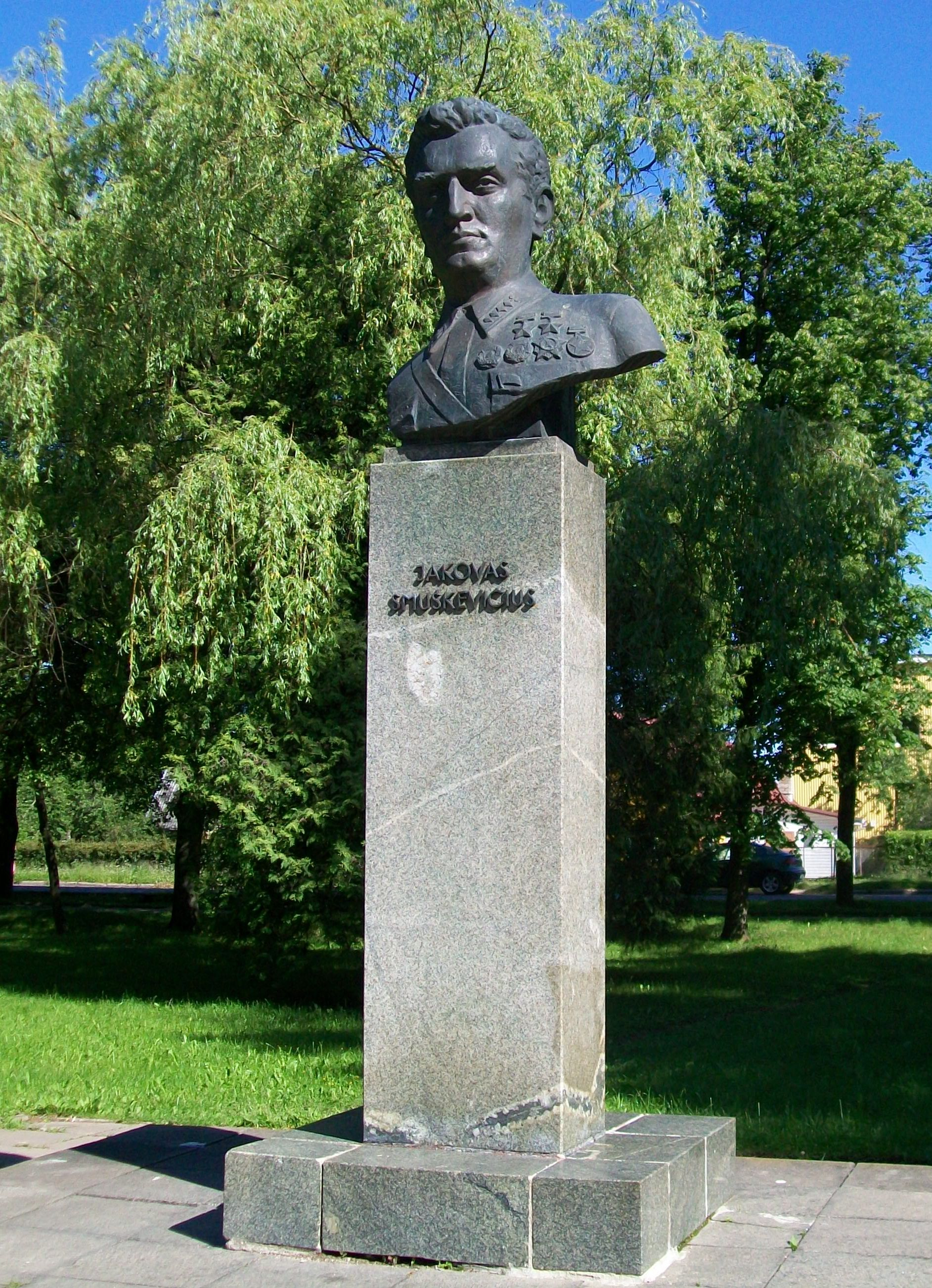
Monumento a Yákov Smushkévich en Rokiskis

A lo largo de su carrera militar, Smushkévich recibió las siguientes condecoraciones
|  | Héroe de la Unión Soviética, dos veces (21 de junio de 1937 y 17 de noviembre de 1939) |
|  | Orden de Lenin, dos veces (3 de enero de 1937 y 21 de junio de 1937)                   |
|  | Medalla del 20.º Aniversario del Ejército Rojo de Obreros y Campesinos                 |
|  | Orden de la Bandera Roja de Mongolia (10 de agosto de 1939)                            |